# Nicholas Grainger
Pour les articles homonymes, voir Grainger.
Nicholas « Nick » Grainger, né le 3 octobre 1994 à Rotherham, est un nageur britannique, spécialiste de nage libre.
Surtout spécialiste du 200 m, son record personnel est de 1 min 47 s 10, obtenu en 2015.
Il remporte le titre du 4 × 200 m nl lors des Championnats du monde 2017 à Budapest. C'est son deuxième titre de champion du monde, dans la même épreuve, ayant déjà obtenu la médaille d'or en 2015 à Kazan, en participant aux séries.

## Palmarès

### Championnats du monde

#### Grand bassin
- Championnats du monde 2015 à Kazan :
  -  Médaille d'or du relais 4 × 200 m nage libre (participe uniquement aux séries)
- Championnats du monde 2017 à Budapest :
  -  Médaille d'or du relais 4 × 200 m nage libre